# DM i håndbold 2010-11 (kvinder)
Danmarksmesterskabet i håndbold for kvinder 2010–11 var det 75. Danmarksmesterskab i håndbold for kvinder afholdt af Dansk Håndbold. Mesterskabet blev vundet af FC Midtjylland Håndbold, som i finaleserien besejrede Randers HK i tre kampe, og som dermed sikrede sig sin anden DM-titel – den første blev vundet i sæsonen 1997-98 som Ikast FS. Bronzemedaljerne gik til Viborg HK, som besejrede Team Tvis Holstebro i bronzekampene.

## Guldbageren Ligaen

### Grundspil
I grundspillet spillede de 12 hold en dobbeltturnering alle-mod-alle. De seks bedst placerede hold gik videre til medaljeslutspillet. Holdene, der sluttede på 7.- til 11.-pladsen måtte spille kvalifikation til den efterfølgende sæson af ligaen, mens nr. 12 rykkede direkte ned i 1. division.
| Nr | Hold                    | K  | V  | U | T  | Mf  |   | Mi  | +/-  | P                                          |
| -- | ----------------------- | -- | -- | - | -- | --- | - | --- | ---- | ------------------------------------------ |
| 1  | Randers HK              | 22 | 20 | 0 | 2  | 671 | – | 492 | +179 | 40Medaljeslutspil                          |
| 2  | Viborg HK               | 22 | 18 | 0 | 4  | 665 | – | 554 | +111 | 36Medaljeslutspil                          |
| 3  | FC Midtjylland Håndbold | 22 | 14 | 2 | 6  | 574 | – | 494 | +80  | 30Medaljeslutspil                          |
| 4  | KIF Vejen               | 22 | 14 | 1 | 7  | 579 | – | 512 | +67  | 29Medaljeslutspil                          |
| 5  | Team Esbjerg            | 22 | 12 | 1 | 9  | 618 | – | 579 | +39  | 25Medaljeslutspil                          |
| 6  | Team Tvis Holstebro     | 22 | 11 | 1 | 10 | 609 | – | 577 | +32  | 23Medaljeslutspil                          |
| 7  | SK Aarhus               | 22 | 9  | 1 | 12 | 580 | – | 582 | −2   | 19Kvalifikation til HåndboldLigaen 2011-12 |
| 8  | Frederiksberg IF        | 22 | 8  | 2 | 12 | 515 | – | 520 | −5   | 18Kvalifikation til HåndboldLigaen 2011-12 |
| 9  | Aalborg DH              | 22 | 7  | 2 | 13 | 560 | – | 620 | −60  | 16Kvalifikation til HåndboldLigaen 2011-12 |
| 10 | HC Odense               | 22 | 8  | 1 | 13 | 464 | – | 548 | −84  | 15Kvalifikation til HåndboldLigaen 2011-12 |
| 11 | Roskilde Håndbold       | 22 | 4  | 1 | 17 | 537 | – | 675 | −138 | 9Kvalifikation til HåndboldLigaen 2011-12  |
| 12 | SønderjyskE             | 22 | 1  | 0 | 21 | 510 | – | 729 | −219 | 2Nedrykning til 1. division 2011-12        |

 K: Kampe spillet, V: Vundne kampe, U: Uafgjorte kampe, T: Tabte kampe, Mf: Mål for, Mi: Mål imod, +/-: Måldifference, P: Point

 

### Slutspil
De seks bedste hold fra grundspillet spillede i medaljeslutspillet. Holdene blev inddelt i to grupper med tre hold, der begge spillede en dobbeltturnering alle-mod-alle. Holdene, der sluttede på første- eller andenpladsen i grundspillet, startede slutspillet med 1 point. Vinderne af de to grupper kvalificerede sig til DM-finalen, mens de to toere gik videre til bronzekampen. Både finalen og bronzekampen blev spillet bedst af tre kampe.

#### Gruppe A
| Nr | Hold                | K | V | U | T | Mf  |   | Mi  | +/- | P           |
| -- | ------------------- | - | - | - | - | --- | - | --- | --- | ----------- |
| 1  | Randers HK          | 4 | 3 | 1 | 0 | 118 | – | 95  | +23 | 8Finale     |
| 2  | Team Tvis Holstebro | 4 | 1 | 1 | 2 | 106 | – | 115 | −9  | 3Bronzekamp |
| 3  | KIF Vejen           | 4 | 1 | 0 | 3 | 101 | – | 115 | −14 | 2           |

 K: Kampe spillet, V: Vundne kampe, U: Uafgjorte kampe, T: Tabte kampe, Mf: Mål for, Mi: Mål imod, +/-: Måldifference, P: Point

 

#### Gruppe B
| Nr | Hold                    | K | V | U | T | Mf  |   | Mi  | +/- | P           |
| -- | ----------------------- | - | - | - | - | --- | - | --- | --- | ----------- |
| 1  | FC Midtjylland Håndbold | 4 | 3 | 0 | 1 | 117 | – | 101 | +16 | 6Finale     |
| 2  | Viborg HK               | 4 | 2 | 0 | 2 | 102 | – | 113 | −11 | 5Bronzekamp |
| 3  | Team Esbjerg            | 4 | 1 | 0 | 3 | 106 | – | 111 | −5  | 2           |

 K: Kampe spillet, V: Vundne kampe, U: Uafgjorte kampe, T: Tabte kampe, Mf: Mål for, Mi: Mål imod, +/-: Måldifference, P: Point

 

#### Bronzekamp
| Dato  | Tid   | Hold                            | Res.  | Pause | Spillested                |
| ----- | ----- | ------------------------------- | ----- | ----- | ------------------------- |
| 18.5. | 19:30 | Viborg HK – Team Tvis Holstebro | 36–28 | 19-15 | Viborg Stadionhal, Viborg |
| 23.5. | 19:30 | Team Tvis Holstebro – Viborg HK | 30–32 | 14-18 | Gråkjær Arena, Holstebro  |

#### Finale
| Dato  | Tid   | Hold                                 | Res.  | Pause | Spillested                |
| ----- | ----- | ------------------------------------ | ----- | ----- | ------------------------- |
| 20.5. | 16:15 | Randers HK – FC Midtjylland Håndbold | 23–20 | 13-80 | Elro Arena, Randers       |
| 22.5. | 16:15 | FC Midtjylland Håndbold – Randers HK | 23–19 | 13-11 | Ikast-Brande Arena, Ikast |
| 28.5. | 16:15 | Randers HK – FC Midtjylland Håndbold | 26–27 | 10-12 | Elro Arena, Randers       |